# 시에나
시에나(이탈리아어: Siena)는 이탈리아 중부 토스카나주의 도시로, 시에나도의 도청 소재지이다.
시에나 역사 지구는 유네스코 세계유산으로 등록되어 있다. 15세기까지 상업과 교통의 중심지로 번성했고, 십자군 원정의 통과점이 되기도 했다. 이웃 도시인 피렌체와의 경쟁에서 밀려 쇠락한 덕분에 중세 그대로의 모습이 잘 보존될 수 있었다. 시청이 있는 '캄포 광장(Piazza del campo)'을 중심으로 중세 자치 도시들의 설계를 잘 보여주고 있는 이탈리아의 관광 명소다.

## 역사

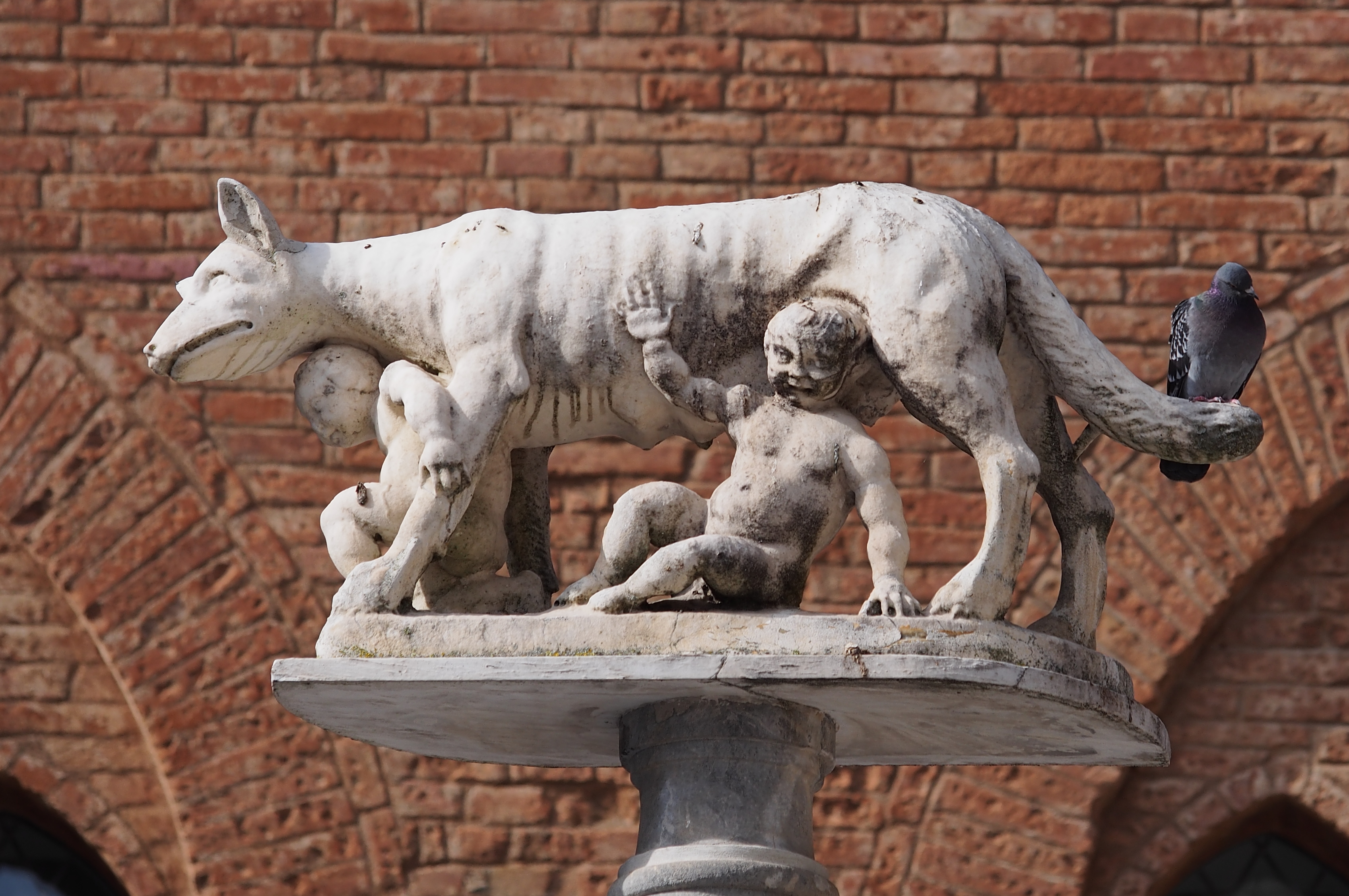
시에나 대성당에 있는 카피톨리나 늑대상. 시에나 전승에 따르면 레무스의 두 아들인 세니우스와 아스키우스가 세웠다고 전해진다. 그들이 로마에서 도망쳐 나올때, 시에나에 암늑대 상을 가져왔고, 그 후로 시에나의 상징이 되었다.

다른 토스카나 지역의 언덕 도시들처럼, 시에나도 에트루리아인들(대략 기원전 900–400년)이 처음 정착했고, 거기서 살았던 부족을 사이나족이라고 불렀다. 에트루리아인들은 이전의 경작이 불가능 했던 땅들을 관개로 개간해내고 잘 방어된 그들 양식의 언덕 성채를 지어내면서 중부 이탈리아의 모습을 바꿔낸 선진된 민족이였다. 사이나 율리아(Saena Julia)라고 불리는 로마 마을이 현 지역에 아우구스투스 황제 시기에 세워졌다. 이곳에 대한 첫 기록은 서기 70년경에 언급되었다. 일부 고고학자들은 시에나가 세노네스족라고 불리는 갈리아 부족에게 지배를 받았었다고 주장한다.
지역 전승에 따르면, 시에나는 레무스의 아들이자 로물루스의 조카인 세니우스와 아스키우스가 세웠다고 전해진다. 아마 그들의 아버지가 로물루스에게 살해당하고 로마에서 도망쳐 나올때 젖먹이는 암늑대 상(카피톨리나 늑대상)을 가져왔는데, 이 석상은 시에나의 상징물이 되었다. 추가로 두 형제는 하얀색 말과 검은색을 말을 타고 왔는데, 여기서 검은색 위에 하얀색이 들어가 있는 시에나의 문장이 되었다. 일부에서는 시에나의 명칭이 세니우스(Senius)에서 왔다고도 주장한다. 그외 어원학적 유래로는 에트루리아 가문 이름인 사이나(Saina), 로마 가문 이름인 사에니(Saenii) 또는 라틴어 단어로 늙음을 뜻하는 세넥스(senex)와 늙어있다를 뜻하는 세네오(seneo) 등이 있다.
시에나는 로마 시대에 번영하지 못 했다. 어떤 중요 도로와 밀접해 있지 않았고 교역을 할 기회도 많지가 않았기 때문이였다. 서기 4세기까지 기독교에 대해서 배타적인 자세를 취했었고, 시에나와 그 주변 지역등이 번영하기 전까지 롬바르드족에게 침입을 받지 않기도 하였다. 롬바르드족에게 점령당한 후, 구 로마의 도로인 아우렐리아 가도와 카시아 가도가 비잔티움 제국의 이탈리아 원정으로 노출되자, 롬바르드족은 그들의 북부 점령지와 로마를 연결하는 안전 교역로를 시에나를 통해 가능 방법으로 재 연결시켰다. 시에나는 교역의 중심지이자 끊임없는 성지 순례자들로 번창하였고, 로마에서 발생한 수익이 들어왔다.
시에나의 오래된 귀족 가문 계층들은 774년에 샤를마뉴에게 항복한 롬바르드족으로 거슬러 올라간다. 여기서 프랑크족 감시자들이 기존의 시에나 귀족들과 결혼하면서 밀려들어왔고 이렇게 남겨진 그 유산은 시에나 영토 곳곳에 남아있는 수도원들에서 발견된다. 1115년 국경 지역 토스카나 후국의 토스카나의 마틸데 공작부인이 사망하고 여러 자치 지역으로 분할되었다. 이게 궁극적으로는 시에나 공화국의 건국이라는 결과로 이어졌다.
시에나 공화국은 11세기 후반부터 1555년까지 수백년 간을 존재했었다. 1348년에 시에나를 강타한 흑사병이 오기 전인 황금기에는 도시 인구가 5만 명에 이르렀다.
이탈리아 전쟁에서, 공화국은 스페인 왕실과 동맹을 맺은 그들의 경쟁 상대인 피렌체 공국에게 패배하였다. 18달의 저항 끝에 1555년 4월 17일 스페인에게 항복하며, 공화국의 역사는 막을 내렸다.
메디치 가문에게 엄청난 빚을 지고 있던 신왕인 스페인 펠리페 2세는 이곳(프레시디국에 합병되어 해얀요새들이 있던 영토)을 토스카나 대공국에 넘겨주었고, 19세기에 이탈리아가 통일될 때까지 토스카나 대공국에 속해있었다.
시에나 공화국 정부 인사 귀족 700여명은 1559년까지 몬탈치노에서 거주했었다.

## 주요 관광지

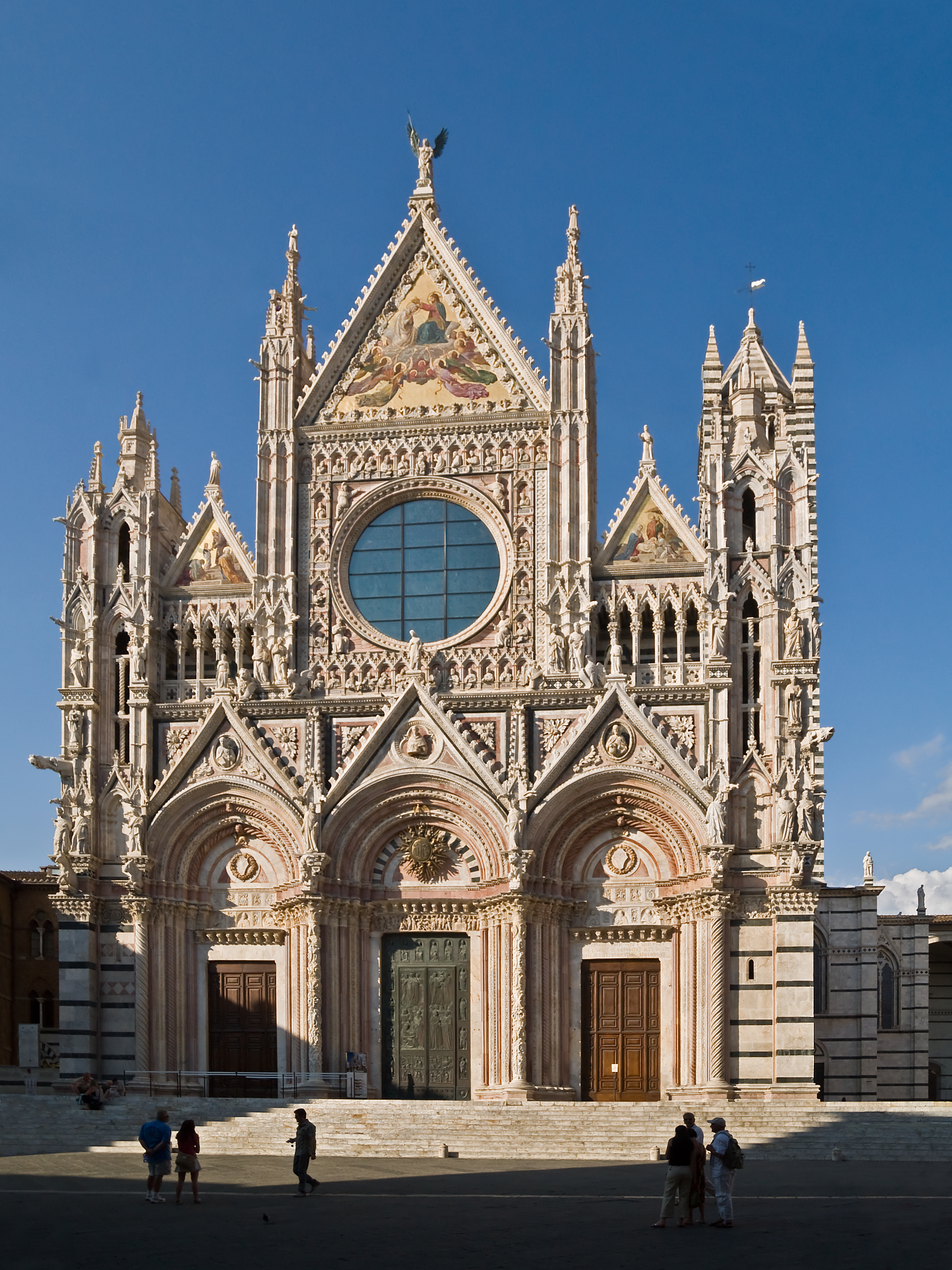
시에나 대성당

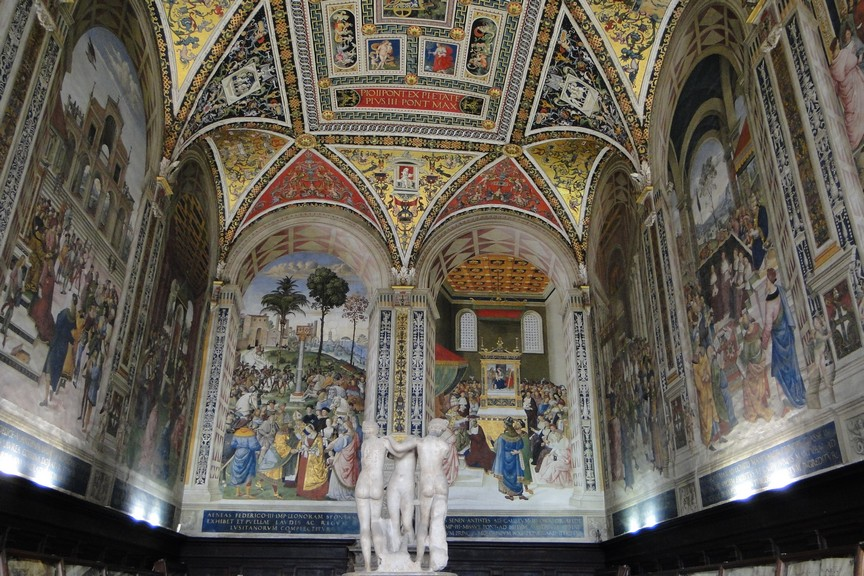
시에나 대성당 내부

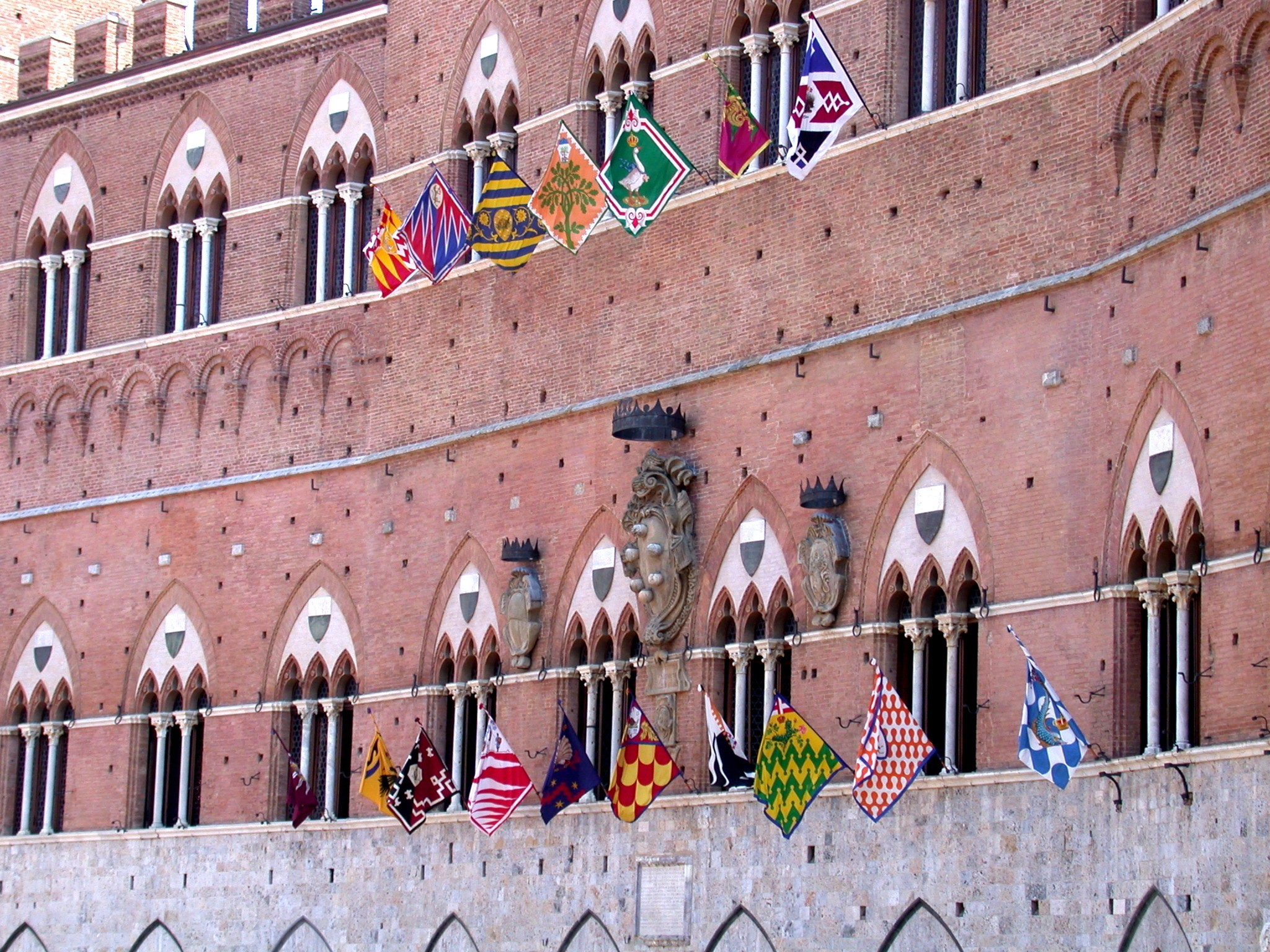
팔리오 축제 기간에 푸블리코 궁전 (시청)의 파사드

12세기부터 문을 연 시에나 대성당은 이탈리아 로마네스크-고딕 건축 양식의 완전체라고 할 수 있다. 대성당의 주 파사드는 1380년에 완성되었다. 본래 성당 건축 계획은 세계에서 가장 거대하고, 관례적으로 동서 간의 신랑이 있는 바실리카를 건설하는 것이였다. 하지만 재정 결핍과 전쟁, 역병등이 발발하면서 계획이 틀어지게 되었고, 시에나인들은 본래 계획에서 북남간의 트랜셉트를 추가하였다. 본 계획에서 방치된 신랑이 있는 동쪽의 벽은 여전히 남아있고, 방문객들은 건물 내부에 있는 계단을 통해서 올라가 도시의 경치를 볼 수 있다.
시에나 대성당 설교단은 니콜로 피사노가 만든 사자 모양의 받침대와 성경을 주제로 한 상감이 새겨진 판으로 이뤄진 8각형으로 된 13세기 예술의 완전체이다. 성당의 대리석 상감이 새져진 모자이크 바닥에는 많은 예술가들이 디자인하고 투입되었으며, 이탈리아에서 가장 정교한 예술품 중에 속한다. 성구실과 피콜로미니 도서관은 기를란다요와 핀투리키오가 제작한 르네상스 프레스코는 현재까지도 잘 보존되었다. 대성당과 지하의 세례당에 투입된 조각가들로는 도나텔로, 로렌초 기베르티, 야코포 델라 퀘르차외 여러 명등이 있다. 무세오 델로페라 델 두오모에는 두초의 유명한 마에스타(1308–1311) 와 시에나 출신 거장들의 여러 작품들이 소장되어 있다. 많은 시에나의 회화들은 13세기에 활동한 디에티살비 디 스페메의 작품이다.
고둥 껍데기 모양을 한 도시 광장인 캄포 광장은 높은 만자의 탑과 함께있는 푸블리코 궁전 앞에 펼쳐져있다. 이 광장에서는 팔리오라고 불리는 말 경주 대회가 열린다. 그 자체로서 훌륭한 건축 작품인 푸블리코 궁전은 현재까지도 중요한 박물관으로서 기능을 하고 있다. 소장품으로는 암브로조 로렌체티의 프레스코화들과 피에트로 로렌체티, 시모네 마르티니의 훌륭한 프레스코화등이 있다.
동명의 소광장에 위치한 살림베니 궁전은 본래 본 광장이였고 유럽에서 현존하는 가장 오래된 은행 중 하나인 몬테 파스키 은행의 소유이다.
비아 디 시타(Via di Città)에 위치한 키지사라치니 궁전은 시에나의 음악 학교 시설인 키자나 음악원이다.
그외 도시에 있는 성당들:
- 델로세르반차 성당
- 산타 마리아 데이 세르비
- 산 도메니코 성당
- 성 프란체스코 성당
- 성령 성당
- 성 마르티노 성당
- 성 가타리나 성소(시에나의 가타리나의 옛 저택)

시에나의 시나고그 또한 잘 보존되어 방문객들에게 공개하고 있다.
시에나 대학교가 운영하는 식물원인 시에나 대학 식물원

## 문화

### 콘트라데
시에나는 중세 시대부터 구(區) 중심의 문화를 유지해오고 있다. 각 구(콘트라다, contrada)는 동물 또는 마스코트로 상징되며, 자체적인 경계와 뚜렷한 정체성을 지녔다. 구 사이의 경쟁 관계는 캄포 광장에서 해마다 열리는 경마 경기 (팔리오) 기간에 가장 잘 확인 할 수 있다.

### 팔리오
시에나의 팔리오는 7월 2일과 8월 16일, 캄포 광장에서 1년에 두 차례 열리는 전통 경마 경기이다. 이 행사에는 많은 관중들이 들어오며, TV 중계도 이뤄진다. 17개의 콘트라데 (본래 도시의 수비를 목적으로 창설된 도시 지역 대대)가 우승 트로피를 두고 다툰다.

### 예술
수세기가 흘러, 시에나는 문화 예술과 예술가들의 풍부한 전통을 지니게 되었다. 시에나 학파에 속하는 예술가들에는 두초와 그의 제자들인 시모네 마르티니, 피에트로 로렌체티, 마르티노 디 바르톨로메오 등이 있다. 르네상스와 전성기 르네상스 시기의 유명한 작품들은 시에나에 있는 성당이나 미술관에 여전히 남아있다.
성 도메니코 성당에는 13세기 중반에 활동한 시에나의 구이도의 작품을 소장하고 있다. 1308년 시에나 시가 의뢰하여 제작한 두초의 마에스타는 비잔틴 미술의 성직적 묘사로부터 이탈리아식 회화로 이끌어낸 중요한 작품이고 더 사실적인 묘사가 이뤄졌다. 그리고 1311년과 1318년 사이에 그려진 그의 성인들과 함께 있는 성모자 다폭 제단화는 시에나 국립 회화관에서 소장중이다.
시에나 국립 회화관에는 또한 도메니코 디 파체 베카푸미의 작품과 더불어, 로렌초 로토, 도메니코 디 바르톨로, 프라 바르톨로메오의 작품들도 소장하고 있다.

## 경제
주요 산업은 관광업, 서비스업, 농업, 수공원과 경공업이다.

## 스포츠
시에나는 오랜 기간에 걸쳐 스포츠를 즐겨왔다. 농구와 축구가 시에나에서 가장 인기있는 스포츠이겠지만, 럭비나 육상 경기 같은 다른 스포츠도 행해진다.

### 프로 스포츠

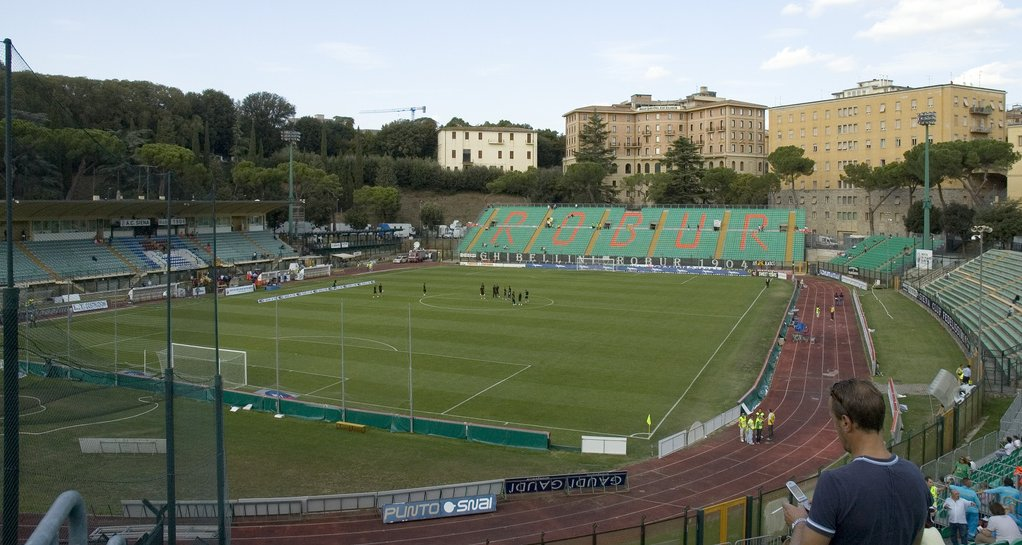
스타디오 아르테미오 프란키 – 몬테파스키 아레나

AC 시에나는 1904년에 창단된 축구 클럽이다. 2003–04 시즌에 처음으로 이탈리아 최상위 리그인 세리에 A로 승격하였다. 현재는 재정 문제로 파산하여, 세리에 D에 속해있다. 홈 경기는 스타디오 아르테미오 프란키에서 치른다.
시에나에 위치한 최상위 농구팀은 멘스 사나 1871 바스켓(스폰서 이름을 따 몬테파스키 시에나라고도 불린다)이며, 시에나에서 가장 오래된 스포츠 단체이다. 멘스 사나 바스켓은 이탈리아 최상위 리그인 레가 바스켓 세리에 A에 참가하고 있으며, 2004년과 2007년부터–2013년까지 총 8 차례 우승 트로피를 거머줬다. 홈 경기는 팔라스포르트 멘스 사나에서 열린다.

## 대중 교통
시에나에서 가장 가까운 국제 공항은 피렌체에 있는 페레톨라 공항과 피사에 있는 갈릴레오 갈릴레이 국제 공항이다. 매일 시에나와 볼로냐 공항을 연결하는 두 대에서 세 대의 버스 노선이 있기도 하다.
시에나는 엠폴리에서 환승하면 기차로 피사와 피렌체에 갈 수 있다. 다만 시간에 따라 피렌체로 가는 직행 기차도 존재한다. 시에나 철도역은 도시 성벽의 바깥 긴 언덕 끝 쪽에 위치해있다. 몇 대의 에스컬레이터가 철도역과 언덕에 위치한 구 도심을 연결하고 있다.

## 자매 도시
- 프랑스 아비뇽[2][3]
- 독일 바이마르
- 독일 베츨라어

## 기후
| 시에나 대학교 (altitude: 348 m sl)의 기후 | 시에나 대학교 (altitude: 348 m sl)의 기후 | 시에나 대학교 (altitude: 348 m sl)의 기후 | 시에나 대학교 (altitude: 348 m sl)의 기후 | 시에나 대학교 (altitude: 348 m sl)의 기후 | 시에나 대학교 (altitude: 348 m sl)의 기후 | 시에나 대학교 (altitude: 348 m sl)의 기후 | 시에나 대학교 (altitude: 348 m sl)의 기후 | 시에나 대학교 (altitude: 348 m sl)의 기후 | 시에나 대학교 (altitude: 348 m sl)의 기후 | 시에나 대학교 (altitude: 348 m sl)의 기후 | 시에나 대학교 (altitude: 348 m sl)의 기후 | 시에나 대학교 (altitude: 348 m sl)의 기후 | 시에나 대학교 (altitude: 348 m sl)의 기후 |
| 월                                        | 1월                                       | 2월                                       | 3월                                       | 4월                                       | 5월                                       | 6월                                       | 7월                                       | 8월                                       | 9월                                       | 10월                                      | 11월                                      | 12월                                      | 연간                                      |
| ----------------------------------------- | ----------------------------------------- | ----------------------------------------- | ----------------------------------------- | ----------------------------------------- | ----------------------------------------- | ----------------------------------------- | ----------------------------------------- | ----------------------------------------- | ----------------------------------------- | ----------------------------------------- | ----------------------------------------- | ----------------------------------------- | ----------------------------------------- |
| 일평균 최고 기온 °C (°F)                  | 8.0 (46.4)                                | 9.1 (48.4)                                | 11.9 (53.4)                               | 16.0 (60.8)                               | 20.4 (68.7)                               | 24.6 (76.3)                               | 27.9 (82.2)                               | 27.4 (81.3)                               | 23.4 (74.1)                               | 18.0 (64.4)                               | 12.5 (54.5)                               | 9.0 (48.2)                                | 17.4 (63.3)                               |
| 일일 평균 기온 °C (°F)                    | 5.0 (41.0)                                | 5.7 (42.3)                                | 8.1 (46.6)                                | 11.7 (53.1)                               | 15.5 (59.9)                               | 19.4 (66.9)                               | 22.2 (72.0)                               | 22.0 (71.6)                               | 18.7 (65.7)                               | 14.0 (57.2)                               | 9.5 (49.1)                                | 6.3 (43.3)                                | 13.2 (55.8)                               |
| 일평균 최저 기온 °C (°F)                  | 2.0 (35.6)                                | 2.3 (36.1)                                | 4.2 (39.6)                                | 7.3 (45.1)                                | 10.5 (50.9)                               | 14.1 (57.4)                               | 16.6 (61.9)                               | 16.6 (61.9)                               | 14.1 (57.4)                               | 10.0 (50.0)                               | 6.6 (43.9)                                | 3.5 (38.3)                                | 9.0 (48.2)                                |
| 평균 강수량 mm (인치)                     | 65 (2.6)                                  | 64 (2.5)                                  | 61 (2.4)                                  | 67 (2.6)                                  | 55 (2.2)                                  | 58 (2.3)                                  | 31 (1.2)                                  | 51 (2.0)                                  | 56 (2.2)                                  | 93 (3.7)                                  | 78 (3.1)                                  | 71 (2.8)                                  | 750 (29.5)                                |
| 평균 강수일수 (≥ 1 mm)                    | 8                                         | 11                                        | 8                                         | 10                                        | 6                                         | 7                                         | 4                                         | 4                                         | 5                                         | 8                                         | 8                                         | 8                                         | 87                                        |
| 출처: Archivio Climatico ENEA             |                                           |                                           |                                           |                                           |                                           |                                           |                                           |                                           |                                           |                                           |                                           |                                           |                                           |